# Корона Сіднею
Корона Сіднею (англ. Crown Sydney, також відомий як Єдиний в Баранґару, англ. One Barangaroo) — хмародер спроєктований архітектурною компанією WilkinsonEyre у місті Сіднеї (центральний район — Баранґару), Новий Південний Уельс, Австралія. В ньому розміщені: готель (350 номерів), казино та житло (82 помешкання). Це найвища будівля в Сіднеї та четверта за висотою будівля в Австралії.

## Історія будівлі
У 2013 році в конкурсі проєктів будівництва хмародеру в гавані Сіднея перемогла фірма архітекторів Кріса Вілкінсона та Джима Ейра. Форма вежі хмародеру, що нагадує три «пелюстки», які скручуються та піднімаються разом, черпає натхнення з природи та вигнутої геометрії. Верхній та проміжний рівні вежі розроблені для максимального огляду мосту через гавань та Оперного театру.

## Етапи будівництва

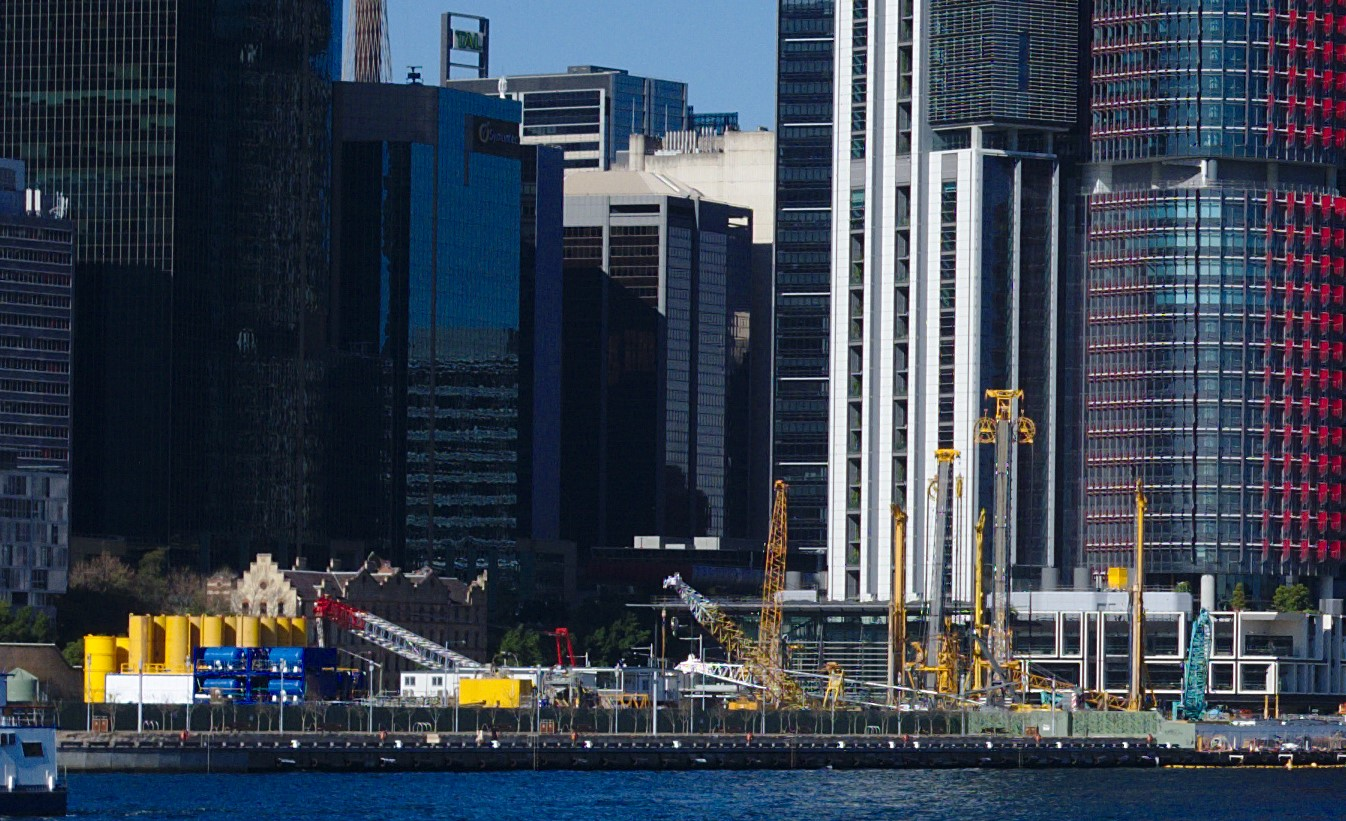
Липень 2017
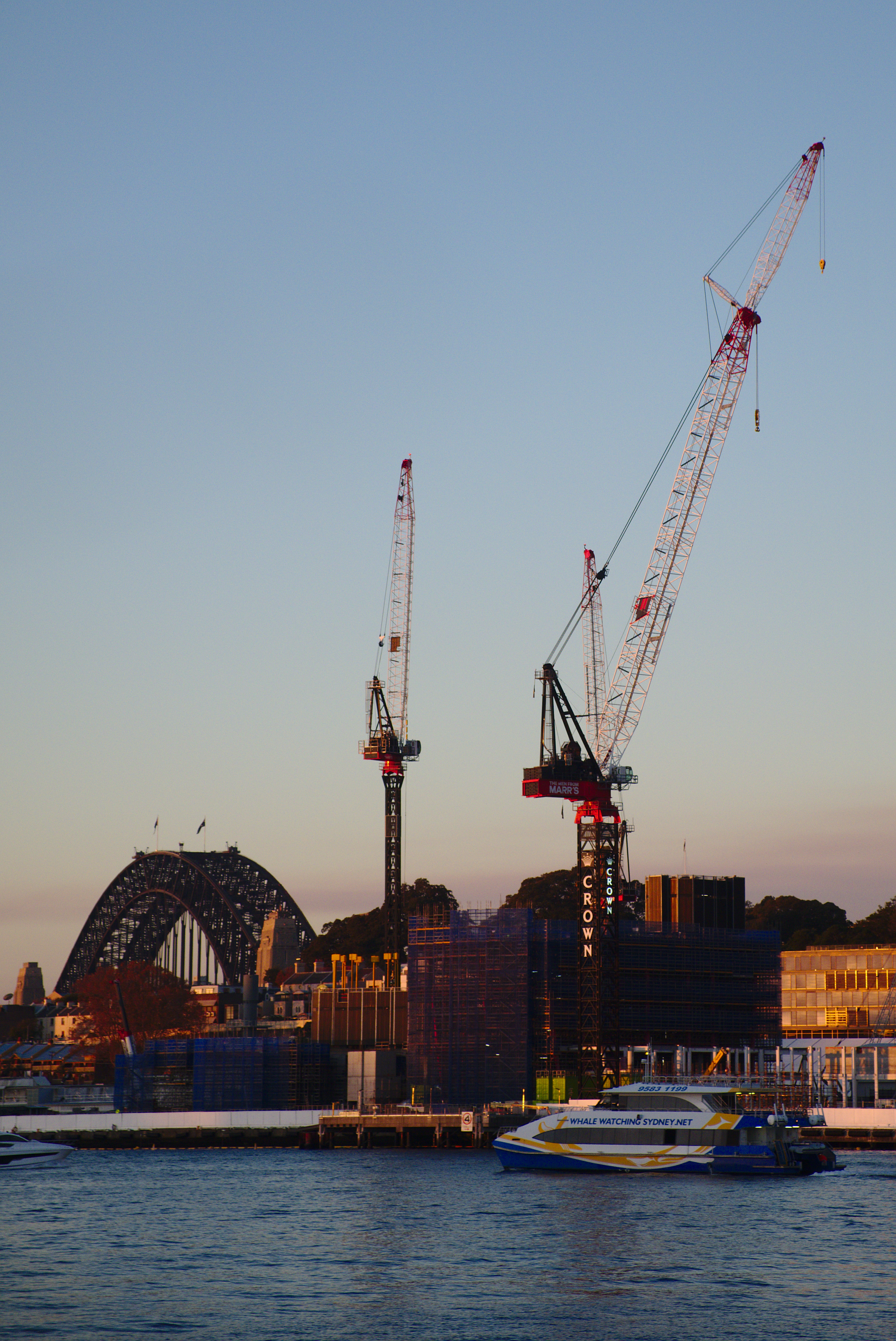
Березень 2018
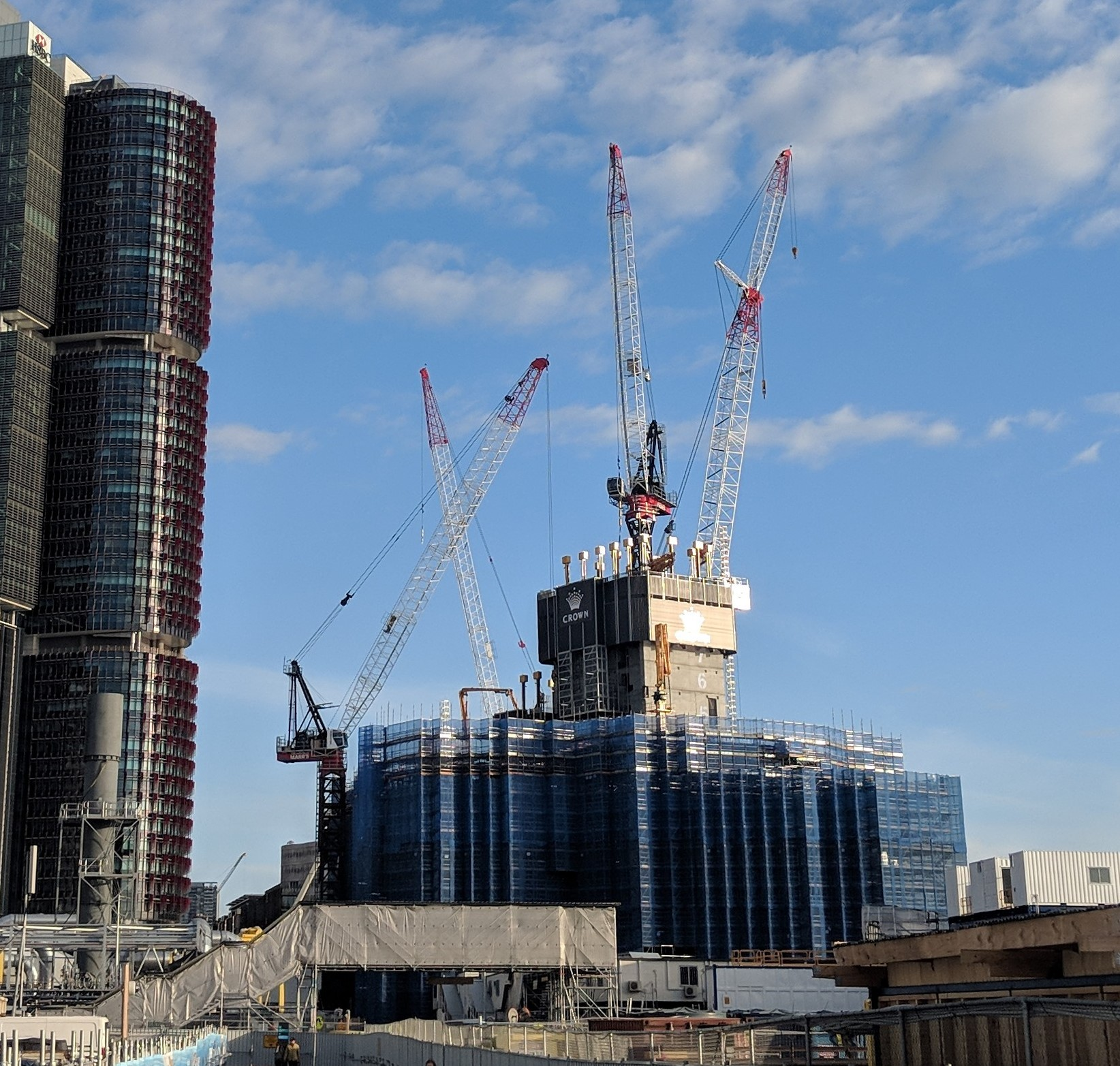
Серпень 2018
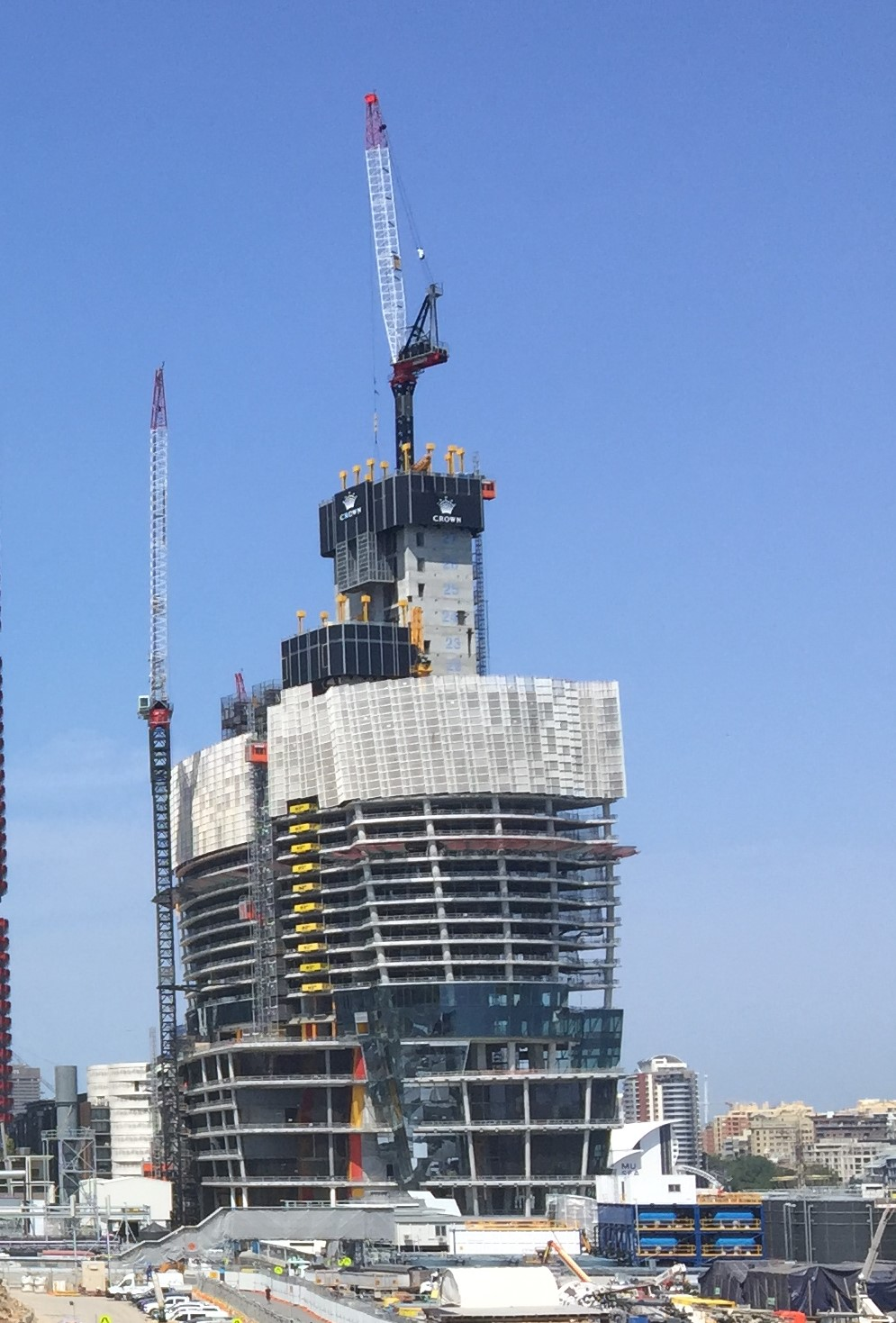
Березень 2019
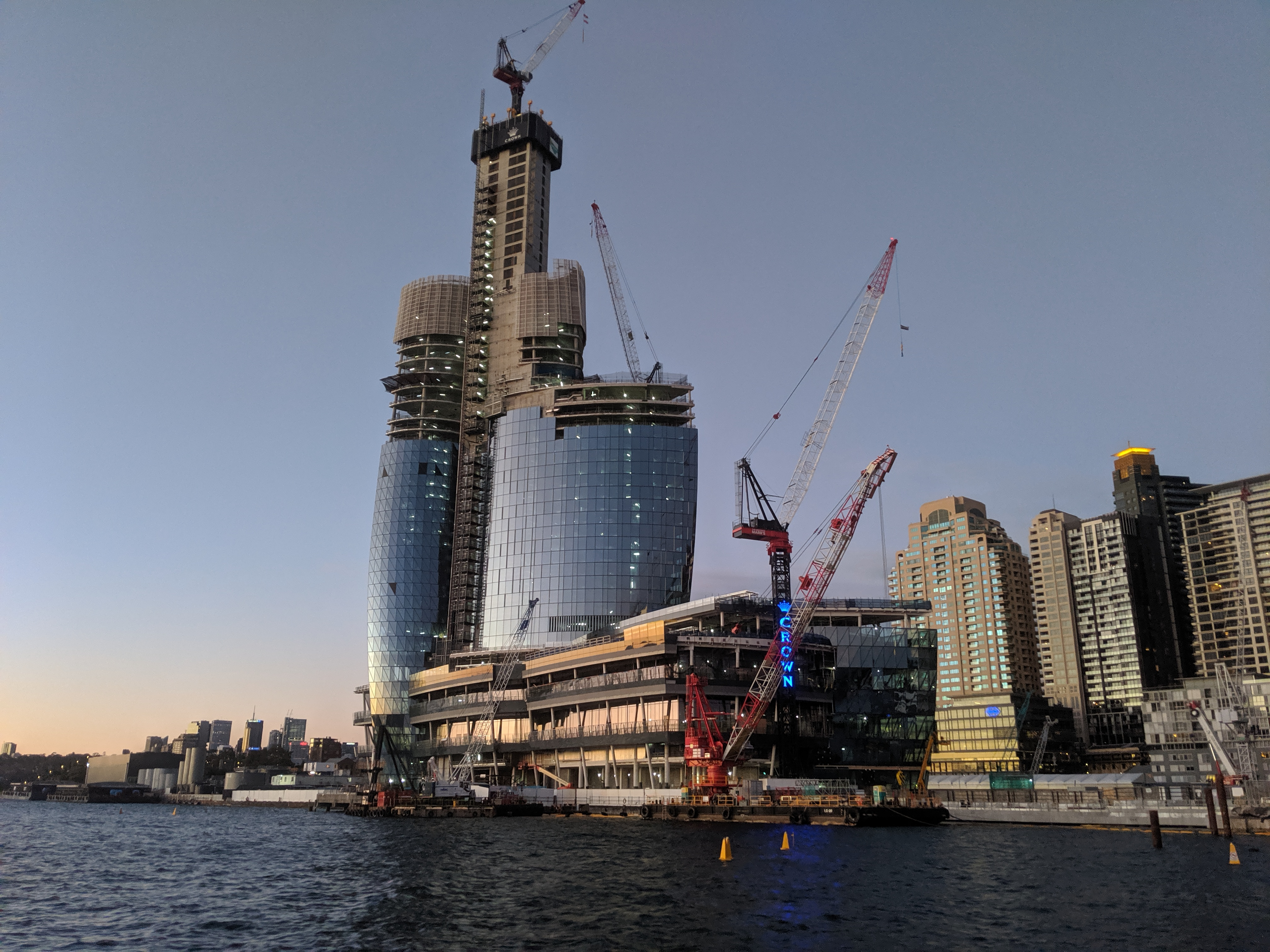
Липень 2019
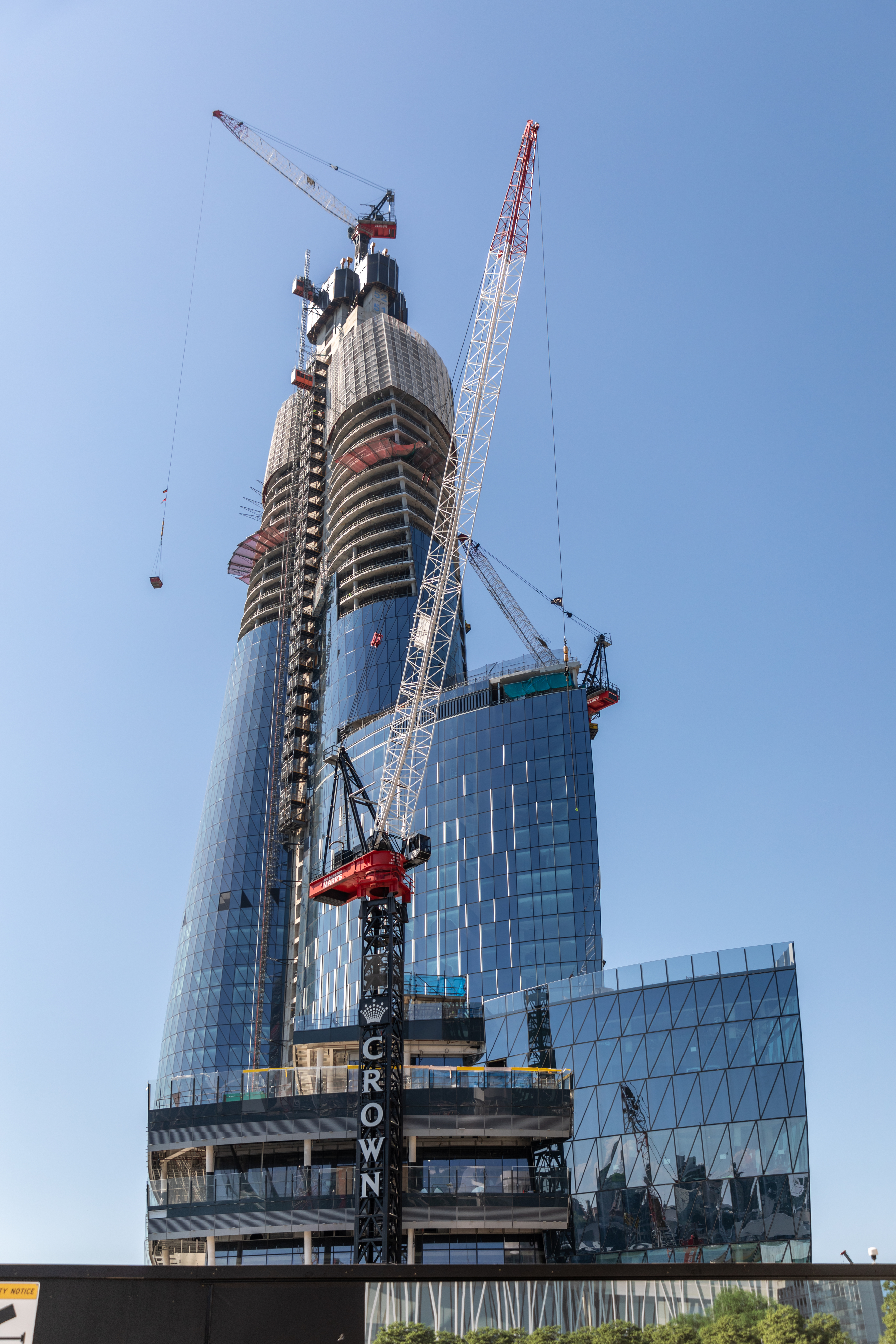
Жовтень 2019
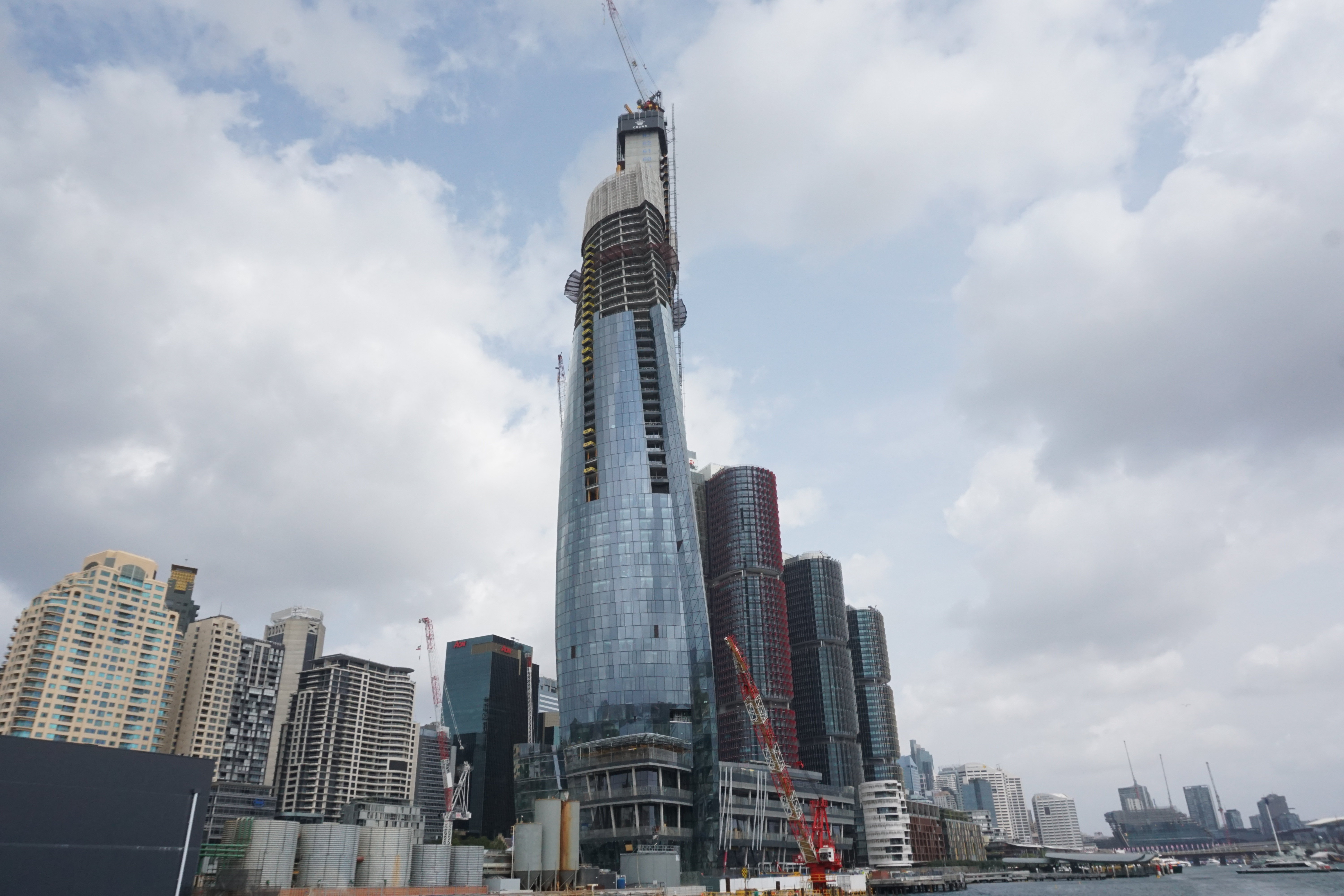
Грудень 2019
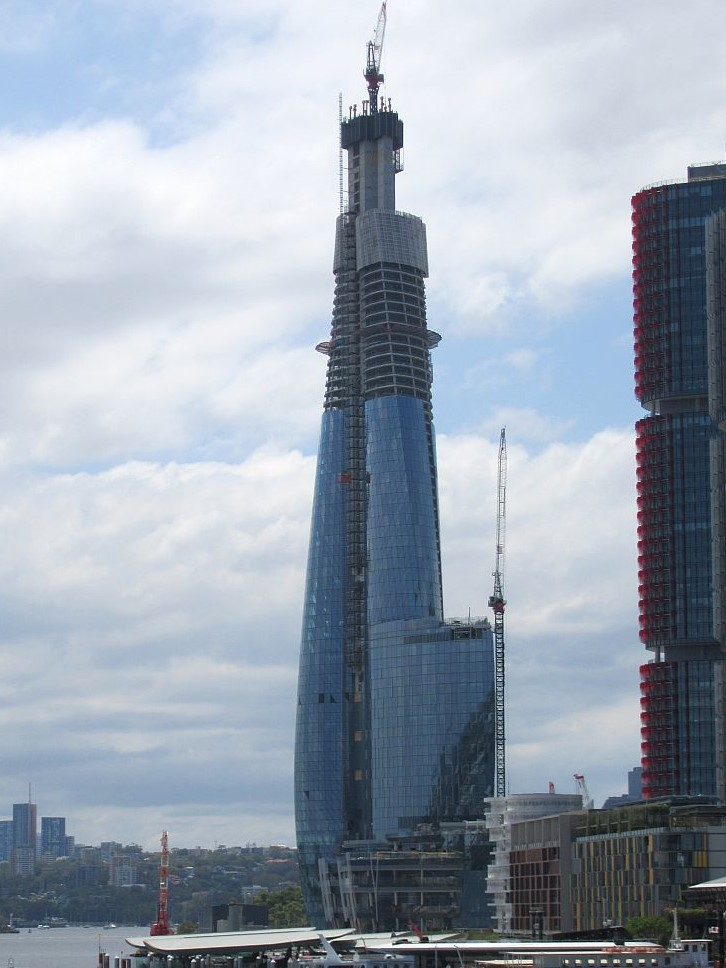
Лютий 2020
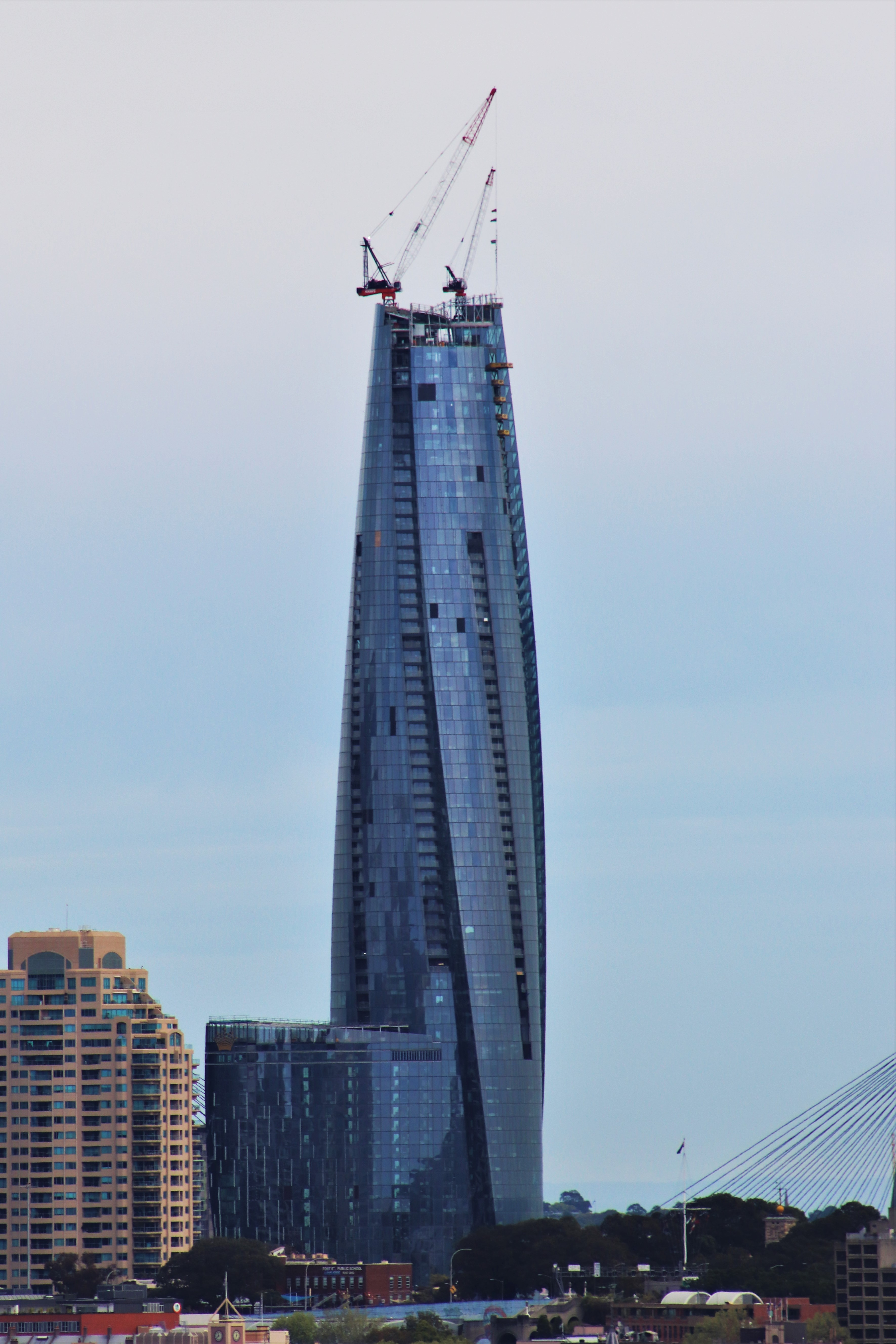
Вересень 2020 (завершено)
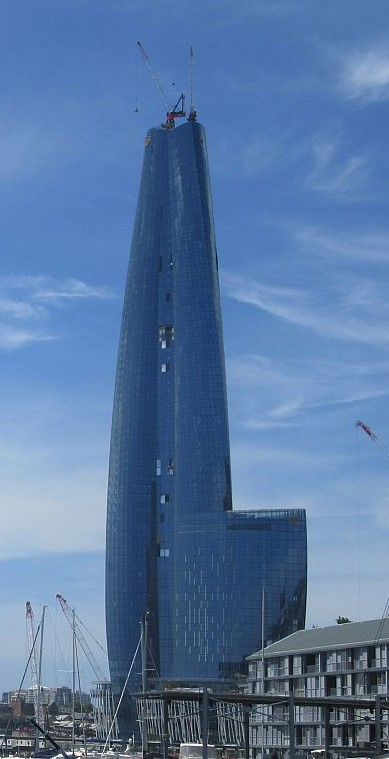
Листопад 2020
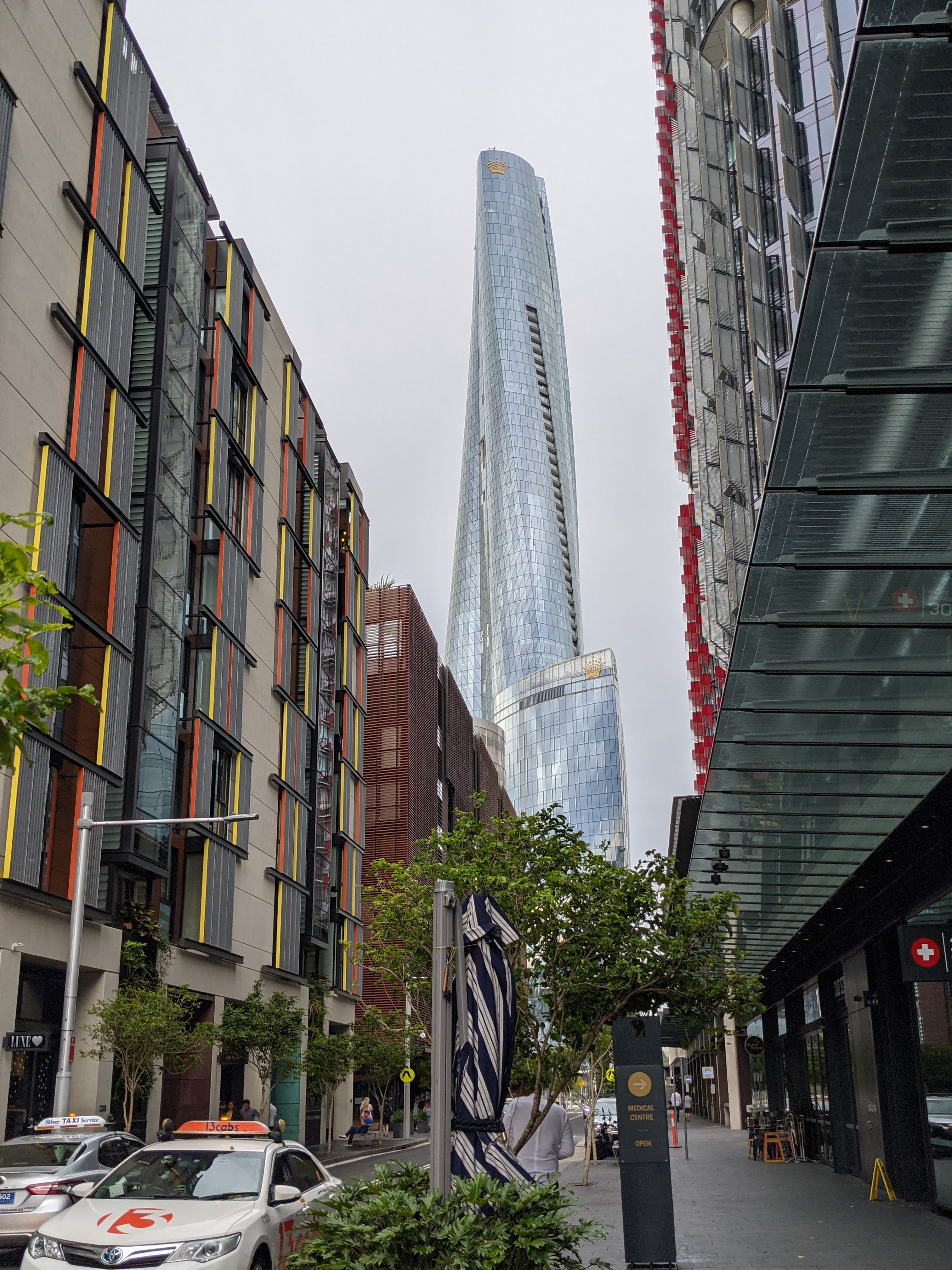
Грудень 2020 (закінчення)